# Carll Cneut
Carll Cneut (Roeselare, 8 gennaio 1969) è un illustratore e scrittore belga.
Dopo aver studiato presso l'Istituto di Belle Arti di Saint-Luc a Gand, ha lavorato come direttore artistico presso un'agenzia di pubblicità. A partire dal 2000 lascerà il campo pubblicitario e si dedicherà all'illustrazione per l'infanzia. Nel 2002 ha firmato il suo primo romanzo per ragazzi, intitolato Het ongelooflijke liefdesverhaal van Heer Morf  (in Italiano: La meravigliosa storia d'amore di Mr Morf), sono seguite molte pubblicazioni, tradotte in Italiano dagli editori Adelphi e Topipittori.
Nel corso della sua carriera Cneut ha ottenuto numerosi riconoscimenti, fra cui il Book Peacock in Belgio, il Golden Plaque, in occasione della Biennale per gli illustratori di Bratislava e la menzione d'onore alla Fiera del libro per ragazzi di Bologna.